# Списак византијских царева
Ово је списак царева Источног римског царства које се у модерној историографији назива Византијско царство или једноставно Византија. Ова листа не укључује бројне савладаре који никада нису постали самостални владари или пак нису стекли положај старијих владара унутар царског колегијума.
Сви цареви пре Ираклија (610—641) званично су носили титулу августа, мада су и друге титуле попут титуле господара (лат. dominus) повремено коришћене. У званичним документима царевом имену је претходио назив император цезар Флавије (лат. Imperator Caesar Flavius), a након имена ишла би и титула августа (лат. Augustus). Од Ираклија званична титула постаје василевс (грч. Βασιλεύς), што је у античка времена била генерална ознака за владара или краља (нпр. краља Персијанаца). Василевс је тако постао термин који је означавао римског (византијског) цара, док су владари других народа тј „краљеви” означавани титулом регас (грч. Ρήγας од латинског rex) или једноставно архонт (грч. Άρχων) тј „владар” (нпр. српски владари преднемањићког периода). Византијски цареви су неретко својој владарској титули додавали и друге почасне називе који је требало да подвуку њихову јединствену улогу првих међу земаљским владарима и јединим царевима хришћанског света. Такве су титуле самодржац тј аутократор (Αυτοκράτωρ) или владар васељене тј космократор (грч. Κοσμοκράτωρ). Византија је модеран термин који је ушао у употребу током 16. века. Сами Византијци су се сматрали Римљанима (тј Ромејима) а њихов владар је од 812, када је Михаило I Рангабе признао царску титулу франачком цару Карлу Великом, под обавезно носио титулу римског цара (василевса Ромеја) како би се подвукао легитимитет византијског цара. Међутим, током 15. века цареви су се понекад називали и „хеленским царевима”.

## Владари Константинове династије (306—363)
- Константин I Велики (лат. Constantinus Pius Felix Invictus Augustus Pontifex Maximus Pater Patriae Proconsul; 272—337, владао 306—337), син Констанција I Хлора; први хришћански цар и оснивач Константинопоља, наложио да се Царство подели међу његовим синовима; православна црква га је прогласила свецем;
- Констанције II (лат. Flavius Iulius Constantius; 317—361, владао 9. септембра 337—3. новембра 361); син Константина I;
- Јулијан Отпадник (лат. Flavius Claudius Iulianus; 331—363, владао новембра 361—26. јуна 363); синовац Константина I, брат од стрица и зет Констанција II, неуспешно покушао да обнови древне паганске култове;

### Нединастички владари
- Јовијан (лат. Iovianus; 332—364, владао 363—17. фебруара 364); царски гардиста, обновио примат хришћанства у Царству;

## Валентинијанова и Теодосијева династија (364—457)
- Валенс (лат. Iulius Valens; 328—378, владао 28. марта 364—9. августа 378); брат Валентинијана I; управљао источним делом Царства.
- Теодосије I Велики (346—395, владао 19. јануара 379—17. јануара 395); војник; оженио се ћерком Валентијана I, Галом.
- Аркадије (лат. Arcadius; 377—408, владао 17. јануара 395—1. маја 408); син Теодосија I.
- Теодосије II Млађи (401—450, владао 1. маја 408—28. јула 450); Аркадијев син.
- Маркијан (лат. Marcianus; 392—457, владао 25. августа 450—јануара 457); војник; оженио се Пулхеријом након смрти Теодосија II, православна црква га је прогласила за свеца.

## Лавова династија (457—518)
- Лав I Трачанин (лат. Valerius Leo; 401—474, владао 7. фебруара 457—18. јануара 474); војник.
- Лав II (467—474, владао 18. јануара 474—17. новембра 474); унук Лава I и син Зенона Исавријанца.
- Зенон Исавријанац (425—491, владао 17. новембра 474—9. јануара 475); зет Лава I; право име Тарасикодиса, Исавријанац.
- међувлада узурпатора Василиска 9. јануара 475—августа 476, шурака Лава I;
- Зенон Исавријанац (владао августа 476—9. априла 491); (друга влада)
- Анастасије I (430—518, владао 491—9. јула 518); дворски великодостојник (силентарије); зет Лава I, изабран на предлог Зенонове удовице Аријадне.

## Јустинијанова династија(518—602)
- Јустин I (лат. Iustinius; 450—527, владао 9. јула 518—1. августа 527); заповедник гарде;
- Јустинијан I (лат. Petrus Sabbatius Iustinianus; 482—565, владао 1. августа 527—13./14. новембра 565); сестрић и усвојени син Јустина I; православна црква га је касније канонизовала, велики градитељ (саборна црква Света Софија у Цариграду), кодификатор римског права и освајач („обнова” римске власти на Западу: Италија, Африка, део Иберског полуострва…);
- Јустин II (лат. Iustinius Iunior; 520—578, владао 14. новембра 565—4. октобра 578); сестрић Јустинијана I;
- Тиберије II Константин (лат. Tiberius Constantinus; 540—582, владао од 574. као Јустинов савладар, 4. октобра 578—14. августа 582); заповедник гарде; усвојеник Јустина II.
- Маврикије (лат. Mauricius Tiberius; 539—602, владао 14. августа 582—27. новембра 602); зет Тиберија II;

### Нединастички владари
- Фока (?—610, владао 602—610); нижи официр војске на Балкану; збацивањем Маврикија изазвао рат са персијским краљем Хозројем II.

## Ираклијева династија (610—711)
- Ираклије (грч. Ηράκλειος; 575—641, владао 5. октобра 610—11. фебруара 641. године), син јерменског егзарха Африке, потпуно поразио Хозроја II у последњем сасанидско-византијском рату, изгубио све азијске провинције ван Мале Азије пред налетом муслиманских Арапа, после 626. год населио Србе на Балкан;
- Константин III Ираклије (грч. Κωνσταντίνος Γ' Ηράκλειος; 612—641, владао 11. фебруара 641 - априла/маја 641); Ираклијев син из првог брака; савладар са Ираклоном; умро од туберкулозе.
- Ираклона Константин (Ираклије II) (грч. Ηρακλεωνάς; 626—641?, владао 11. фебруара 641—септембра 641); Ираклијев син из другог брака; осакаћен и збачен.
- Констанс II Погонат (грч. Κώνστας Β' Ηράκλειος; 630—668, владао септембра 641—15. септембра 668); син Константина III;
- Константин IV (грч. Κωνσταντίνος Δ' ο Πωγώνατος; 649—685, владао 15. септембра 668—септембра 685); син Констанса II.
- Јустинијан II Ринотмет (грч. Ιουστινιανός Β' ο Ρινότμητος; 668—711, владао септембра 685—695); син Константина IV; збачен, мучен (нос му је одсечен) и протеран, ипак, касније се жени хазарском принцезом и поново се враћа на престо, од када се престаје са праксом сечења носа.

### Нединастички владари
- Леонтије (грч. Λεόντιος) (владао 695—698); Византијски стратег; мучен, збачен, утамничен и на крају погубљен.
- Тиберије III Апсимар (грч. Τιβέριος Γ' ο Αψίμαρος) (владао 698—705); германског порекла; збачен и погубљен.

## Ираклијева династија (поново) (705—711)
- Јустинијан II Ринотмет (владао 705—711); (друга влада); збачен и погубљен.

### Нединастички владари
- Филипик Вардан (грч. Φιλιππικός Βαρδάνης) (владао 711—3. јуна 713)— јерменски војник; збачен и ослепљен.
- Анастасије II (грч. Αναστάσιος Β') (?—721, владао 3. јуна 713—новембра 715); право име Артемије; Филипиков протоасекрит; збачен и замонашен, побунио се и био погубљен.
- Теодосије III (грч. Θεοδόσιος Γ' ο Αδραμμυττηνός) (владао новембра 715—25. марта 717); скупљач пореза у теми Опсикија; напустио престо и замонашио се.

## Сиријска династија (717—802)
- Лав III Исавријанац (грч. Λέων Γ' ο Ίσαυρος; 675—741, владао 25. марта 717—18. јуна 741); византијски стратег,
- Константин V Копроним (грч. Κωνσταντίνος Ε' ο Κοπρώνυμος ή Καβαλίνος; 718—775, владао 18. јуна 741 — 14. септембра 775); син Лава III;
- Лав IV Хазар (грч. Λέων Δ' Χάζαρος; 750—780, владао 14. септембра 775—8. септембра 780); син Константина V.
- Константин VI (грч. Κωνσταντίνος ΣΤ'; 771—797, владао 8. септембра 780—августа 797); син Лава IV; збачен и ослепљен по мајчином налогу.
- Ирина (грч. Ειρήνη η Αθηναία; 755—803, владала августа 797—31. октобра 802); жена Лава IV, мајка Константина VI; проглашена за светицу; збачена и протерана на Принчевска острва.

### Нединастички владари
- Нићифор I (грч. Νικηφόρος Α') (?—811, владао 31. октобра 802—26. јула 811); велики логотет; погинуо у бици против Бугара, кан Крум од његове лобање направио вински пехар.
- Ставракије (грч. Σταυράκιος) (?—812, владао 26. јула 811 – 2. октобра 811); син Нићифора I; парализован од рана задобијених у борби са Бугарима.
- Михаило I Рангабе (грч. Μιχαήλ Α' ο Ραγκαβέ) (владао 2. октобра 811—11. јула 813); зет Нићифора I и управник двора; након што је био збачен, замонашио се.
- Лав V Јерменин (грч. Λέων Ε' ο Αρμένιος; 775—820, владао 11. јула 813—25. децембра 820); византијски стратег; убијен.

## Аморијска династија (820—867)
- Михаило II Аморијац (грч. Μιχαήλ Β' ο Τραυλός η Ψηλλος; 770—829, владао 25. децембра 820—2. октобра 829); Византијски стратег, зет Константина VI.
- Теофило (грч. Θεόφιλος; 813—842, владао 2. октобра 829—20. јануара 842); син Михајла II
- Михаило III, назван Пијаница (грч. Μιχαήλ Γ' ο Μέθυσος; 840—867, владао 20. јануара 842—23./24. септембра 867); Теофилов син; убијен.

## Македонска династија (867—1056)
- Василије I Македонац (грч. Βασίλειος Α'; 811—886, владао 867—886) — оженио се удовицом Михајла III; погинуо у лову.
- Лав VI Мудри (грч. Λέων ΣΤ' ο Σοφός; 866—912, владао 886—912); највероватније син Василија I или Михајла III.
- Александар (византијски цар) (грч. Αλέξανδρος Γ' του Βυζαντίου; 870—913, владао 912—913); син Василија I, регент свог синовца Константина VII.
- Константин VII Порфирогенит (грч. Κωνσταντίνος Ζ' ο Πορφυρογέννητος; 905—959, владао 913—959); син Лава VI.
- Роман I Лакапин (грч. Ρωμανός Α' ο Λεκαπηνός; 870—948, владао 919—944); таст Константина VII; савладар, након што су га синови збацили, замонашио се.
- Роман II (грч. Ρωμανός Β' ο Πορφυρογέννητος; 939—963, владао 959—963); син Константина VII.
- Нићифор II Фока (грч. Νικηφόρος Β' Φωκάς ή Νικηφόρος Β' ο Φωκάς; 912—969, владао 963—969); византијски стратег; оженио се удовицом Романа II, регент Василија II и Константина VIII; убијен у спаваћој соби.
- Јован I Цимискије (грч. Ιωάννης Α' Κουρκούας ο Τσιμισκής; 925—976, владао 969—976); шурак Романа II, љубавник Нићифорове жене, али му је забрањен брак са њом, регент Василија II и Константина VIII.
- Василије II Бугароубица (грч. Βασίλειος Β' ο Βουλγαροκτόνος; 958—1025, владао 976—1025); син Романа II.
- Константин VIII (грч. Κωνσταντίνος Η'; 960—1028, владао самостално 1025—1028); син Романа II; прећутни савладар Василија II.
- Роман III Аргир (грч. Ρωμανός Γ' ο Αργυρός; 968—1034, владао 1028—1034); цариградски епарх; први муж Зоје, по жељи Константина VIII; убијен.
- Михајло IV Пафлагонац (грч. Μιχαήλ Δ' ο Παφλαγών; 1010—1041, владао 1034—1041); Зојин други муж; патио од епилепсије.
- Михајло V Калафат (грч. Μιχαήλ Ε' ο Καλαφάτης; 1015—1042, владао 1041—1042); нећак Михајла IV, Зојин усвојени син.
- Теодора (грч. Θεοδώρα; 980—1056, владала 1042); ћерка Константина VIII, савладарка Зоје.
- Зоја (c. 978—1050, владала 1042); ћерка Константина VIII.
- Константин IX Мономах (грч. Κωνσταντίνος Θ' ο Μονομάχος; 1000—1055, владао 1042—1055); трећи муж Зоје.
- Теодора (грч. Θεοδώρα) (владала 1055—1056); враћена на престо.

### Нединастички владари
- Михајло VI Стратиотик (грч. Μιχαήλ ΣΤ' ο Στρατιωτικός) (владао 1056—1057); Теодора га је изабрала за цара на самртном одру; након што је био збачен, замонашио се.

## Династија Комнина (1057—1059)
- Исак I Комнин (грч. Ισαάκιος Α' Κομνηνός) (c. 1007—1060, владао 1057—1059); војник; због болести напустио престо и замонашио се.

## Династија Дука (1059—1078)
- Константин X Дука (грч. Κωνσταντίνος Ι' Δούκας; 1006—1067, владао 1059—1067);
- Роман IV Диоген (грч. Ρωμανός Δ' Διογένης; 1032—1072, владао 1068—1071); оженио се удовицом Константина X; владао као савладар, збачен и мучен до смрти.
- Михајло VII Парапинак (грч. Μιχαήλ Ζ' Δούκας Παραπινάκης; 1050—1090, владао 1067—1078); син Константина X, првобитно савладар са браћом и Романом IV; збачен са власти након чега се замонашио.
- Нићифор III Вотанијат (грч. Νικηφόρος Γ' Βοτανειάτης; 1001—1081, владао 1078—1081); стратег Анадолијске теме и наводни потомак породице Фока, оженио се женом Михајла VII, док је Михајло још увек био жив; збачен са власти и приморан на повлачење у манастир.

## Династија Комнина (поново) (1081—1185)
- Алексије I Комнин (грч. Αλέξιος Α' Κομνηνός; 1057—1118, владао 1081—1118); синовац Исака I, ожењен пранећаком Константина X.
- Јован II Комнин Лепи (грч. Ιωάννης Β' Κομνηνός o Καλος; 1087—1143, владао 1118—1143); син Алексија I, погинуо у лову.
- Манојло I Комнин Велики (грч. Μανουήλ Α' Κομνηνός ο Μέγας; 1118—1180, владао 1143—1180); син Јована II.
- Алексије II Комнин (грч. Αλέξιος B' Κομνηνός; 1169—1183, владао 1180—1183); син Манојла I; убијен гаротом.
- Андроник I Комнин (грч. Ανδρόνικος Α' Κομνηνός; 1118—1185, владао 1183—1185); синовац Јована II; ожењен удовицом Алексија II; збачен, мучен и убијен; његови потомци су створили Трапезунтско царство.

## Династија Анђела (1185—1204)
- Исак II Анђел (грч. Ισαάκιος Β' Άγγελος; 1156—1204, владао 1185—1195); праунук Алексија I, свргнут и утамничен.
- Алексије III Анђел (грч. Αλέξιος Γ' Άγγελος; 1153—1211, владао 1195—1203); брат Исака II, крсташи га свргнули с власти, замонашио се.
- Алексије IV Анђел (грч. Αλέξιος Δ' Άγγελος; 1182—1204, владао 1203—1204); син Исака II, свргнут и убијен.
- Исак II Анђел (владао 1203—1204); са Алексијем IV, свргнут.
- Алексије V Дука Мурзуфл (грч. Αλέξιος Ε' Δούκας ο Μούρτζουφλος; 1140—1204, владао 1204); законити наследник и зет Алексија III, крсташи га погубили.

## Династија Ласкариса (Никејско царство) (1204—1261)
- Теодор I Ласкарис (грч. Θεόδωρος Α' Λάσκαρης; 1174—1222, владао 1204—1222); зет Алексија III.
- Јован III Дука Ватац (грч. Ιωάννης Γ' Δούκας Βατάτζης; 1192—1254, владао 1222—1254); зет Теодора I; патио од епилепсије.
- Теодор II Ласкарис (грч. Θεόδωρος Β' Λάσκαρης; 1221—1258, владао 1254—1258); син Јована III.
- Јован IV Ласкарис (грч. Ιωάννης Δ' Λάσκαρης; 1250—1305, владао 1258—1261); син Теодора II, Михајло VIII га је збацио са трона, ослепео и утамничио.

## Династија Палеолога (обновљена Византија) (1261—1453)
- Михајло VIII Палеолог (грч. Μιχαήλ Η' Παλαιολόγος; 1224—1282, владао 1259—1282); византијски стратег и регент Јована IV Ласкариса, праунук Алексија III Анђела.
- Андроник II Палеолог Старији (грч. Ανδρόνικος Β' ο Γέρος; 1258—1332, владао 1282—1328); син Михајла VIII; препустио престо.
- Андроник III Палеолог Млађи (грч. Ανδρόνικος Γ' Παλαιολόγος ο Νέος; 1297—1341, владао 1328—1341); унук Андроника II.
- Јован V Палеолог (грч. Ιωάννης Ε' Παλαιολόγος; 1332—1391, владао 1341—1391); син Андроника III.
- Јован VI Кантакузин (грч. Ιωάννης Στ' Καντακουζηνός; 1295—1383, владао потпуно 1347—1354); таст Јована V; збачен и замонашио се као Јосиф Христодулу.
- Андроник IV Палеолог (грч. Ανδρόνικος Δ' Παλαιολόγος; 1348—1385, владао 1376—1379); син Јована V, полуослепљен због побуне, касније наследио престо, поново се побунио.
- Јован VII Палеолог (грч. Ιωάννης Ζ' Παλαιολόγος; 1370—1408, владао 1390); син Андроника IV.
- Манојло II Палеолог (грч. Μανουήλ Β' Παλαιολόγος; 1350—1425, владао 1391—1425); син Јована V.
- Јован VIII Палеолог (грч. Ιωάννης Η' Παλαιολόγος; 1392—1448, владао 1425—1448); син Манојла II.
- Константин XI Палеолог Драгаш (грч. Κωνσταντίνος ΙΑ' Παλαιολόγος Δραγάτσης; 1405—1453, владао 1449—1453); син Манојла II, погинуо у одбрани Цариграда 1453. године.

### Пад Цариграда 1453.
Мехмед II осваја Цариград 1453. године и практично уништава Византијско царство присвојивши за себе титулу цезара тј. цара коју су носили и његови наследници.

## Династија Палеолога (у егзилу)
- Тома Палеолог (грч. Θωμάς Παλαιολόγος; 1409/1410—1465); брат Константина Драгаша; умро у Риму.
- Андреј Палеолог (грч. Ανδρέας Παλαιολόγος; 1453—1502); Томин син; продао и предао своје титуле.